# Laino
Laino là một đô thị ở tỉnh Como trong vùng Lombardia, có cự ly khoảng 60 kilômét (37 mi) về phía bắc của Milano và khoảng 15 kilômét (9 mi) về phía bắc của Como. Tại thời điểm ngày 31 tháng 12 năm 2004, đô thị này có dân số 514 người và diện tích là 6,8 km².
Laino giáp các đô thị: Blessagno, Claino con Osteno, Colonno, Pellio Intelvi, Pigra, Ponna, Ramponio Verna, San Fedele Intelvi.